# حسن‌آباد (سمنان)
حسن‌آباد روستایی در دهستان حومه بخش مرکزی شهرستان سمنان استان سمنان ایران است.

## جمعیت
بر پایه سرشماری عمومی نفوس و مسکن در سال ۱۳۹۵ جمعیت این روستا ۱۲۴ نفر (۴۳خانوار) بوده‌است. و به افراد مشهور این روستا میشود به جناب آقای ابراهیم عرب اشاره کرد.